# 缩放极限
在物理学和数学中，缩放极限（scaling limit）描述格子间距变为0的情况。这样的格点模型描述量子场论和第二级相变。
而且根据Donsker定理，布朗运动在缩放极限逼近维纳过程。